# 51261 Holuša
51261 Holuša è un asteroide della fascia principale. Scoperto nel 2000, presenta un'orbita caratterizzata da un semiasse maggiore pari a 2,6760847 UA e da un'eccentricità di 0,1289189, inclinata di 2,02299° rispetto all'eclittica.